# Баян-Цаган (станція)
Баян-Цаган (Байіньчагань; кит. 白音察干站, пін. Báiyīnchágàn Zhàn) — залізнична станція в КНР, розміщена на Цзінін-Ерляньській залізниці між станціями Луцзяцунь і Улан-Хао.
Розташована в однойменному селищі хошуну Чахар – Правий Задній стяг (міський округ Уланчаб, автономний район Внутрішня Монголія). Відкрита в 1954 році.